# 近江鉄道電1形電車
近江鉄道電1形電車（おうみてつどうでん1がたでんしゃ）は、近江鉄道が自社の保有する路線の電化完成に際して1924年（大正13年）に新製した、近江鉄道初の電車（制御電動車）である。
本項では、電1形が電装解除・制御車化されたのちに称した車両形式であるクハ21形電車（初代）・クハニ23形電車・クハユ24形電車、および前掲各形式の車体鋼体化名義で戦後に竣功したクハ21形電車（2代）についても記述する。

## 概要
近江鉄道は創業以来、保有する鉄道路線の動力に蒸気動力を用いていたが、関東大震災以降急速に普及した自家用車および乗合バスへの対抗上、運行経費節減ならびに運行速度向上を目的として保有する路線の電化を計画した。電化工事は1923年（大正12年）12月28日付認可によって開始され、1925年（大正14年）3月12日に近江鉄道本線の一部区間（彦根 - 高宮間）および多賀線全線（高宮 - 多賀間）が架空電車線方式・架線電圧600V規格によって電化された。電化完成に際しては電1形1 - 5の5両の電車が新製され、同日より運行を開始した。同5両は1924年（大正13年）12月24日付認可によって加藤車輌製作所において新製された木造ボギー車で、台車に日本国内では唯一の採用例となるドイツ・リンケホフマン (LHL) 社製のものを採用した点が特徴であった。
近江鉄道本線のうち、非電化のまま残存した高宮 - 貴生川間については1928年（昭和3年）4月18日付で電化されたが、同区間は架線電圧を1,500V規格とし、同時に既存の電化区間についても同日付で架線電圧を1,500Vに昇圧した。架線電圧昇圧に際して電1形は全車とも電装を解除して付随車となり、サハ21形21 - 25と改称・改番された。1930年（昭和5年）には全車とも運転台機器を再設置して制御車クハ21形（初代）21・22、荷物合造制御車クハニ23形23、郵便合造制御車クハユ24形24・25とそれぞれ改称、その後1947年（昭和22年）に同形式の鋼体化改造名義で新製された半鋼製車体の制御車クハ21形（2代）21 - 25へ車籍を継承し、事実上廃車となった。クハ21形（2代）は初代と同様に荷物車もしくは郵便車への改造を経て、1968年（昭和43年）まで在籍した。

## 車体
全長12,141.2mm（= 39フィート1インチ）の木造二重屋根（ダブルルーフ）構造の車体を備える。前後妻面は丸妻形状で、3枚の前面窓を配した非貫通構造を採用する。運転台を両側妻面に備える両運転台構造で、客用扉は片開式で側面両端部に片側2箇所ずつ設け、側面窓構造は一段落とし窓方式を採用、側面窓配置はD 3 2 2 3 D（D：客用扉、各数値は側窓の枚数を示す）である。
車体塗装はマルーン1色塗りとされ、車両番号（以下「車番」）は前面腰板部左右に金文字で表記された。

## 主要機器
出力50HPの直流直巻電動機を1両当たり2基搭載し、速度制御は各運転台に設置された直接制御器によって行なう直接式である。
台車は前述の通り、日本国内では唯一の採用例となるドイツ・リンケホフマン (LHL) 社製の2軸ボギー台車を装着する。同台車は側枠を板台枠によって構成し、各軸箱上に板ばね式の軸ばねを備える、旅客用車両向け台車としては特徴的な機能・外観を有する。
集電装置はトロリーポールを採用、各車の屋根上に前後1本ずつ搭載した。

## 導入後の変遷
前述した架線電圧の1,500V昇圧に際して、電1形については制御方式が直接式かつ主電動機出力が低く、デハ1形電車など他形式との共通運用が不可能であることなどを理由として、1928年（昭和3年）7月17日付認可により全車とも電装解除・運転機器を撤去の上で付随車となり、サハ21形21 - 25と改称・改番、架線電圧昇圧後はデハ1形など他の制御電動車に牽引される形で運用された。
その後、サハ23 - 25の3両については1929年（昭和4年）12月9日付認可で車内の半室を荷物室もしくは郵便室へ改造、荷物室（郵便室）側の扉を拡幅し、サハ23は荷物合造車サハニ23形23、サハ24・25は郵便合造車サハユ24形24・25とそれぞれ形式区分された。同3両は扉の拡幅に伴って側面窓配置がB 2 2 2 3 D（B：荷物用扉）と変化した。翌1930年（昭和5年）には同年12月8日付認可によって全車とも再度運転台機器を装備して制御車化され、クハ21形（初代）21・22、クハニ23形23・クハユ24形24・25とそれぞれ改称された。また同時期には屋根部構造を二重屋根（ダブルルーフ）から丸屋根（シングルルーフ）へ改造した。

### 鋼体化改造
これら5両については、1940年代に至り各部の老朽化が顕著となったことに加え、同時期に勃発した日中戦争の影響による利用客増加に対応するため、同5両の鋼体化・電動車化改造名義によって制御電動車5両を新製することとなり、1938年（昭和18年）9月27日付で認可、日本鉄道自動車工業（現・東洋工機）へ発注された。新製車両については台枠を含めて全て新製することとし、不要となるクハ21形（初代）21・22、クハニ23形23・クハユ24形24・25は名古屋鉄道（名鉄）へ全車とも売却、同社サ2250形2251 - 2255として導入される予定であった。しかし、戦中の資材難により新製車両の落成が遅れたことから、名鉄にはクハニ23・クハユ25の2両が売却されたのみに留まり、残るクハ21・22およびクハユ25については戦後まで近江鉄道に残存した。
改造名義によって新製された新車5両は1947年（昭和22年）10月に納入され、クハ21形（2代）21 - 25を称した。同5両は同じく日本鉄道自動車工業において1941年（昭和16年）に新製されたモハ51形電車の車体長を12m級に短縮したような外観を有し、浅い屋根に上下寸法を大きく取った二段窓を備え、妻面形状は緩い円弧を描く平妻型で、3枚の前面窓のうち中央部の窓幅を狭めた非貫通構造の3枚窓設計である。運転台部分には乗務員扉を備え、側面には片開式の客用扉を片側2箇所設置、側面窓配置はd1D5D1d（d：乗務員扉、D：客用扉、各数値は側窓の枚数）である。台車は日本鉄道自動車工業製の形鋼組立型釣り合い梁式台車NT-28B（固定軸間距離1,900mm、車輪径860mm）を装着する。
なお、同5両は形式称号が表す通り、戦後混乱期における物資不足を反映して電装品を一切装備していなかったのみならず、運転機器すら設置されておらず、実態は付随車であった。また残存した3両の木造車についてはクハ21形（初代）21・22は1950年（昭和25年）に尾道鉄道へ、クハユ24形24は1953年（昭和28年）6月に静岡鉄道へそれぞれ売却された。
もっとも、クハ21形（2代）が就役した当時は、八日市線電化完成に伴って電動車不足が生じていた時期であったにもかかわらず、同形式はいずれも事実上付随車であったことから運用上難を来たし、就役から3年に満たない1950年（昭和25年）2月10日付でクハ23・25が上田丸子電鉄（現・上田電鉄）へ譲渡された。残る3両については、クハ24が1954年（昭和29年）10月に車内半室を郵便室へ改造すると同時に正式に付随車化されて郵便合造付随車ハユ24形24と形式区分され、クハ21・22は1958年（昭和33年）4月にデハニ1形3・4の片運転台化改造に際して不要となった運転台機器を転用して片運転台仕様の制御車となり、逆側の乗務員扉を埋込撤去して側窓を増設、側面窓配置はd1D5D2となった。これら3両についても、クハ21が1961年（昭和36年）に、ハユ24が1966年（昭和41年）に、クハ22が荷物合造付随車ハニ22形22への改造を経て1968年（昭和43年）にそれぞれ廃車となって尾道鉄道および山形交通（現・ヤマコー）へ譲渡され、電1形の車籍を継承する車両は全廃となった。

## 譲渡車両
前述の通り、木造車体のクハ21形（初代）・半鋼製車体のクハ21形（2代）とも、計10両全車が他の鉄道事業者へ譲渡された。譲渡先においては電動車化改造など各種改造が実施されたが、1999年（平成11年）に廃車となった銚子電気鉄道デハ501（元近江クハ23 2代→上田丸子電鉄モハ2231）を最後に全車廃車となり、現存する車両はない。

### 名古屋鉄道
前述の通り、木造車体のクハニ23形23およびクハユ24形25が1943年（昭和18年）に売却され、同社サ2250形2253・2255として導入された。戦後サ2251・2252への改番が実施され、晩年は築港線において運用されたのち、1960年（昭和35年）3月に2両とも廃車となった。

### 上田丸子電鉄
半鋼製車体のクハ23・25（いずれも2代）が1949年（昭和24年）中に譲渡され、翌1950年（昭和25年）2月10日付で竣功した。導入に際しては電動車化改造のほか、両側妻面に運転台を設置して両運転台構造となった。当初は記号・車番とも近江鉄道在籍当時のまま運用されたが、同年7月1日付で実施された上田丸子電鉄における一斉改番に際してモハ2320形2321・2322と改称・改番された。
1969年（昭和44年）4月の同社丸子線全線廃止によって余剰となり、モハ2321のみが1972年（昭和47年）に銚子電気鉄道へ再び譲渡され、同社デハ500形501として就役、1999年（平成11年）3月まで在籍した。

### 尾道鉄道
1950年（昭和25年）に木造車体のクハ21形（初代）21・22が売却され、同2両の台枠および台車を流用して半鋼製車体を自社三成工場において新製、制御電動車デキ15形15・16として導入された。窓配置は1D7D1で、上下寸法を大きく取った二段窓構造の側窓を採用するが、リンケホフマン製の台車や屋根部の形状などに種車の面影を残した。
次いで1961年（昭和36年）9月15日付認可で半鋼製車体のクハ21形（2代）21を譲り受け、運転台機器を撤去し付随車キ51形51として導入した。前述の通り尾道鉄道にはクハ21（2代）の名義上の種車となったクハ21（初代）が既に入線しており、同一車両の初代・2代が譲渡先において並存するという珍しい事態が生じた。
これら3両は尾道鉄道が全線廃止となった1964年（昭和39年）8月まで在籍した。

### 静岡鉄道
木造車体のクハユ24形24が1953年（昭和28年）6月に売却され、同月23日付認可によって同社クハ1形1（初代）として導入、1960年（昭和35年）10月26日付で廃車となった。

### 山形交通
半鋼製車体のハユ24が1966年（昭和41年）6月に、同じく半鋼製車体のハニ22が1968年（昭和43年）10月に譲渡され、前者は客車化改造を実施してハフ4（2代）として同社尾花沢線に、後者は両運転台構造の制御車クハ1として同社高畠線にそれぞれ配属された。
いずれも山形交通への導入に際して、西武所沢車両工場において車体延長改造および更新修繕工事を施工、側面窓配置はハフ4（2代）がd1D8D2、クハ1がd1D8D1dとそれぞれ変化し、改造後の車体全長は14,440mmとなった。その他前後妻面窓および戸袋窓のHゴム固定支持化・客用扉の鋼製扉化・開閉可能窓のアルミサッシ化などが実施された。台車はハフ4（2代）・クハ1とも近江鉄道在籍当時と同様にNT-28Bを装着したとされるが、クハ1については実際にはTR10類似の小型釣り合い梁式台車を装着した。
ハフ4（2代）は1970年（昭和45年）9月の尾花沢線廃止を機に同社三山線へ転属したが、全く運用されることなく1974年（昭和49年）11月の三山線廃止によって除籍となった。除籍後の同車は三山線所属の他形式とともに他社への譲渡を意図して海味駅構内において保管されたが、約1年後に解体処分された。
クハ1は1974年（昭和49年）11月の高畠線全線廃止と同時に除籍され、解体処分された。